# Lijst van vlaggen van Kosovo
Dit is een lijst van vlaggen van Kosovo.

## Nationale vlag (perFIAV-codering)
|          | Civiele vlag | Staatsvlag | Oorlogsvlag |
| -------- | ------------ | ---------- | ----------- |
| Te land  | · ?          | · ?        | · ?         |
| Te water | · ?          | · ?        | · ?         |

## Vlaggen van bestuurders
| Vlag | Periode   | Functie                           | Beschrijving |
| ---- | --------- | --------------------------------- | --- |
|      | 1999-2007 | Vlag van de president van Kosovo. | Door Ibrahim Rugova voorgesteld als Kosovaarse vlag. Vanwege de Albanese symboliek is deze vlag na de onafhankelijkheidsverklaring niet ingevoerd. Het embleem in het midden van de vlag wordt echter nog steeds door de Kosovaarse president Fatmir Sejdiu gebruikt. |

## Militaire vlaggen
De oorlogsvlag is reeds in de eerste tabel te vinden.
| Vlag                                  | Periode   | Functie                               | Beschrijving                                                                                         |
| ------------------------------------- | --------- | ------------------------------------- | --- |
| Vlag van het Kosovo Beschermingskorps | 1999-2009 | Vlag van het Kosovo Beschermingskorps | Traditionele Albanese vlag met een kaart van Kosovo in het midden; hoogte-breedteverhouding van 2:3. |